# Gérard Lacuée
Pour les articles homonymes, voir Lacuée.
Gérard Lacuée, né le 23 décembre 1774 à Agen en Gascogne et mort le 9 octobre 1805 à Guntzbourg en Bavière, est un militaire français de la Révolution et de l'Empire.

## Biographie
Gérard Lacuée, né à Agen en la paroisse Saint-Étienne le 23 décembre 1774, est le second des trois enfants de Jean Chrysostôme de Lacuée (1747-1824), premier président de la Cour d'appel d'Agen, et de Marie Anne Douzon de Fontayral. Il est le neveu de Jean-Girard Lacuée ainsi que le frère de Marc Antoine Lacuée et Jean-Chrysostôme Lacuée-Saint-Just. Il entre au service le 11 octobre 1792 comme sous-lieutenant dans le 80e régiment d'infanterie et est nommé capitaine à la légion des Pyrénées le 15 décembre suivant ; mais il refuse ce grade et continue de servir comme sous-lieutenant à l'armée des Pyrénées occidentales, où il fait les campagnes de 1792, 1793 et an II, en qualité d'adjoint aux adjudants-généraux.
Le rapport adressé à la Convention nationale sur l'affaire du 17 pluviôse an II fait une mention particulière et honorable de cet officier. Le 5 messidor suivant, à la prise de la Croix-des-Bouquets, il est blessé d'un coup de feu au genou droit. Destitué arbitrairement par le représentant du peuple Pinette, il entre immédiatement comme simple soldat dans le 12e régiment de hussards et continue de servir à l'armée des Pyrénées-Occidentales pendant la campagne de l'an III et le commencement de celle de l'an IV. Réintégré dans le grade de sous-lieutenant à la 128e demi-brigade d'infanterie de ligne le 5 brumaire an IV, il est employé comme adjoint à l'état-major de l'armée de l'Intérieur jusqu'au 3 floréal an VI, époque à laquelle il est nommé lieutenant-adjoint à l'état-major de l'armée d'Angleterre et attaché au cabinet topographique.
Embarqué avec l'armée d'Orient, il fait les campagnes des ans VI et VII en Égypte et en Syrie. Pendant que la flottille française remonte le Nil, elle est constamment inquiétée par les Arabes qui accourent à sa vue sur les deux rives et lui tirent des coups de fusil. Le bâtiment que monte le lieutenant Lacuée ayant pris l'avance sur les autres, échoue et est attaqué le 5 thermidor an VI par les habitants du village de Kmo-el-Scherif. Les Français soutiennent pendant quelque temps un combat intense, parviennent à repousser leurs agresseurs et à remettre la canonnière à flot. Au cours de l'action, Lacuée reçoit une balle dans la mâchoire. Nommé capitaine-adjoint par le général en chef Napoléon Bonaparte le 2 vendémiaire an VII, il est fait chef d'escadron au 24e régiment de chasseurs à cheval le 3 messidor suivant. 
Rentré en France au mois de vendémiaire an VIII, il fait la campagne de cette année aux armées du Rhin et d'Italie et se distingue aux batailles de Moesskirch et de Marengo. Devenu aide de camp du Premier consul en récompense de sa conduite dans ces deux journées, Lacuée est chargé d'aller complimenter le général Melas après la signature de la convention d'Alexandrie et de lui présenter, au nom du Premier consul, un sabre turc rapporté d'Égypte. Melas, flatté de cette prévenance de son adversaire, dit au chef d'escadron Lacuée : « il me tarde que nous ayons la paix, à laquelle je vais contribuer de tous mes efforts, pour aller voir le général Bonaparte à Paris. Je le verrai, fût-il même en Égypte ». Nommé chef de brigade le 1er thermidor an IX, il continue son service d'aide de camp auprès du Premier consul jusqu'au 12 vendémiaire an XII, époque à laquelle il prend le commandement du 59e régiment de ligne, qui fait partie du camp de Montreuil pendant les ans XII et XIII. Membre de la Légion d'honneur le 19 frimaire an XII, et officier de l'ordre le 25 prairial suivant, il fait la campagne de l'an XIV à la 3e division du VIe corps de la Grande Armée.
Le 17 vendémiaire, cette division, commandée par le général Malher, marche à l'attaque des ponts sous Guntzbourg. Les trois colonnes de la droite, après avoir enlevé le pont de communication entre la rive gauche du Danube et une petite île, se trouvent tout à coup repoussées. Pendant ce temps, cinq compagnie du 59e de ligne ayant à leur tête le colonel Lacuée emportent à la baïonnette, malgré le feu meurtrier d'une batterie de 20 pièces, un pont situé immédiatement au-dessus de celui que les trois autres colonnes ont été forcées d'abandonner. Encouragé par ce succès, le colonel Lacuée se dirige alors avec sa troupe vers les hauteurs qui dominent le village de Reisenberg. Ses soldats chassent l'ennemi de position en position. Lacuée, toujours à leur tête, est grièvement blessé, mais il poursuit ses succès et se porte rapidement sur la route de Guntzbourg à Nornheim. Maître de cette dernière position, il tombe frappé par une balle qui lui traverse le cœur. Les sapeurs accourent auprès de lui et le transportent au point où a commencé l'attaque. Il prononce alors ses derniers mots : « le régiment a fait son devoir, je meurs content ».
L'Empereur, voulant honorer la mémoire et perpétuer le souvenir de la mort du colonel Lacuée, ordonne que l'une des rues de Paris, qui doivent aboutir au pont d'Austerlitz, porte le nom de Lacuée.

## Source
« Gérard Lacuée », dans Charles Mullié, Biographie des célébrités militaires des armées de terre et de mer de 1789 à 1850, 1852 [détail de l’édition]
- « Cote LH/1430/22 », base Léonore, ministère français de la Culture
- A. Lievyns, Jean Maurice Verdot, Pierre Bégat, Fastes de la Légion-d'honneur, biographie de tous les décorés accompagnée de l'histoire législative et réglementaire de l'ordre, Tome 3, Bureau de l’administration, 1844, 529 p. (lire en ligne), p. 239.